# Estádio Elmo Serejo Farias
Estádio Boca do Jacaré (oficjalna nazwa Estádio Elmo Serejo Farias) – stadion piłkarski w Taguatinga, Distrito Federal, Brazylia, na którym swoje mecze rozgrywają kluby Brasiliense Futebol Clube i Taguatinga Esporte Clube.
Nazwa stadionu została nadana ku pamięci Elmo Serejo Fariasa, który był zarządzał stanem podczas konstrukcji stadionu.

## Historia
23 stycznia 1978 – inauguracja; pierwszą bramkę zdobywa zawodnik Taguatinga, Dinate
2001 – rozbudowa stadionu, podczas której pojemność wzrasta z 22 000 do 32 000
2005 – rekord frekwencji